# Red Raven
『Red Raven』（レッド・レイヴン）は、藤本新太による日本の漫画作品。『月刊少年ガンガン』（スクウェア・エニックス）にて、2010年5月号から2013年12月号まで連載された。

## あらすじ
マフィアの治める秩序が当たり前になった世界で、「Red Raven（赤い鴉）」と呼ばれる政府の処刑人の噂が囁かれる。

## 登場人物

### Red Raven
政府の最終機関、強制裁判所、赤い鴉とも呼ばれる。裁判官を中心に執行人が刑を執行する。執行人は判定書がない限り殺しはしない。執行人はそれぞれ処刑器具を模した武器を使う。

### 執行人
アンディ (Andy)
本作の中心的人物である15歳の執行人で、チェーン付きのギロチンの刃を処刑器具とする。金髪とオレンジ色の瞳が特徴。後述する理由で眼帯をつけていることもあり、Red Raven IV「片目の首狩屋（かためのヘッド・ハンター）」の通り名を持つ。周囲の目を気にせず、マイペースでドライな人物だが、自己中心的な性格でかなりの方向音痴であり、道に迷っても人の言うことを聞かず勘で進むため、シャルルやアンナによく手を焼かせる。
幼い頃にスキャッグスの被験体にされ、右眼に「凶猛の眼（ブルート・アイ）」を埋め込まれる形で「スキャッグス」の逆さ数字「リバースナンバー」No.003となった。どんな弾丸でも見極められることから常人よりもはるかに高い戦闘能力を持ち、「すべての武器を使いこなせる」というスキャッグスの体現とされ、対の番号の武器もないことから「数えられざる者」と呼ばれている。本人は発動には消極的である一方、「スキャッグス」に対する憎しみは強く、自身が持つ力で叩きつけることを決めている。被験体時代のトラウマから、医務室に行くことを極度に嫌がる。ダリオとの対戦ではスキャッグスの力が覚醒し、暴走した。
ウォルター・マーキン (Walter Markin)
Red Raven II「背信の葬儀屋（はいしんのファイナル・ディレクター）」の通り名を持つカストル・アルテ出身の執行人で、棺桶と十字を模した釘を処刑器具とする。赤毛の童顔の青年で、実年齢は20歳。幼馴染を殺したスキャッグスをこの世から消し去ることを目的に、「Red Raven」に入った経緯を持つ。目の下に隈があり、いつもけだるそうにしており、必要以上に事件に首を突っ込むことはしない主義をとっているが、「Red Raven」としての行動を弁えるなど冷静な一面も持つ。
シルヴィオ・クレリチ (Silvio Clerichi)
Red Raven I「堕ちた首縛者（おちたハングマン）」の通り名を持つ年齢不明の執行人で、かつては軍警に所属していた。右手の甲にはRRの力を意味する「不公平な天秤」の刺青がしてある。眼鏡を掛けているせいか、頭脳派に見えるがRed Reven一の武闘派であり、あらゆることを気合で解決する主義を持ち、腕力や脚力が人並み以上なのになぜか目だけ悪い。処刑器具であるロープの付いた大きな手錠は、かつて軍警時代にダリオを殺人の現行容疑で取り逃してしまったときのものであり、同じようなミスを二度としないよう自らを戒めるためにつけている。
コニー (Connie)
Red Raven V「毒煙の精神侵奪者（どくえんのメンタルブローカー）」の通り名を持つ、16歳の銀髪の女執行人。処刑器具は、突き刺すような麻痺毒「無限の悲しみ（アリウムギガンチューム）」、幻覚作用のある「酔いと狂気（ブドウ）」、視覚を惑わす「甘い誘惑（アニス）」といった複数の種類の毒ガスであり、普段はドミノに圧縮収納されている。自身の身体は毒に対する耐性があるほか、薬物を使った治療もある程度できる。下町出身で普段は淑やかに振る舞っているが、時々言葉と態度が荒くなる。虫が大嫌い。
ジョゼフ・カルヴィ (Joseph Calvi)
RRオリジナルメンバーの一人で、最古参の執行人として名が通っている。Red Reven III「赤い電気椅子」という通り名があり、巨大なスタンガンを処刑器具としている。シルヴィオの軍警時代の先輩でシルヴィオのことをよく知っており、軍警からは裏切り者と呼ばれている。また、スキャッグスから逃亡した幼いアンディを保護した。最近腰痛がきている。
ライアン・オーブリー (Ryan Aubrey)
Red Reven VI「享楽の異端審問官（きょうらくのインクィジター）」の通り名を持つ23歳の執行人。処刑器具は小型の火薬玉で、威力が小さいため何度も相手に投げつける形で執行する。また、刑を執行するときは十字架に弧がついたものを持ち歩くことから、「魔女狩り執行人」とも呼ばれている。
短気な性格で、同じ下町出身なのに猫を被っているコニーのことを嫌っている。
スコット・ゲティ (Scotto Getty)
Red Reven VII「空葬の教唆者（くうそうのインスティゲイト）」の通り名を持つ24歳の執行人。身体的特徴として口元を布で隠していることと、左手に鋭いもので引っかかれたような傷が無数にあることがあげられる。本物のカラスと会話することができ情報収集を得意とする。人前では滅多に寝ない。

### 裁判官
カルロ・スカルラッティ (Carlo Scarlatti)
政府の裁判官にして、「Red Raven」の本部長。現役議員を父親に持つエリートでもある。面倒くさがりで、ウォルターに「鬼かあんたは」と言われるほど仕事においては腹黒く鬼畜だが、執行人たちのことも心配している。アンディ、ウォルターともに現在の髪形にさせた原因を作った人。
モニカ (Monica)
カルロの補佐役。真面目な性格で、執行人たちやカルロによく振り回されており、特にアンディの医務室嫌いに悩んでいる。また、眼鏡がないと人の判別ができないほど目が悪い。アンディの髪形をパッツンに整えた人物でもあり、彼女はかわいいと考えている。

### 監視烏
ロンヴァル (Longval)
シルヴィオの監視烏。アホ毛で垂れ目。敬礼をよくする。気が弱く、スコットを恐れている。
ガブリエル (Gabriel)
ウォルターの監視烏。頭部の羽が長く目が隠れている。他の烏に比べて小型で人を恐れるためいつも遠くで監視している。
サンソン (Sanson)
ジョゼフの監視烏。北国用で羽毛が長くかなり大型の烏。触り心地がいいらしい。敬語をよく使う。
シャルル (Charles)
アンディの相棒のカラス型ロボット。アンディの監視を担当しているが、方向音痴のアンディのナビゲーターやツッコミ役を務めている。その一方で、神出鬼没のアンディに振り回されている。過去に戦闘に巻き込まれたトラウマから、危なくなるとどこかに隠れる癖がある。ニコロ曰く、発言がグロイ。
アンディによるとモニカに作られたらしい。
アンリ (Henri)
コニーの監視烏。首にネックレスのような装飾をつけている。コニーの奇想天外な言動にいつも苦労している。若干壊れているため語尾がおかしなことになっている。
クレマン (Clément)
ライアンの監視烏。他の烏に比べて細長く、つり目。飛ぶのが速い。
ジャン (Jean)
スコットの監視烏。周りに本物の烏が多すぎて、自分も本物の烏だと思い始めている。

### マフィア

#### カッチーニ一家
アレタムを本拠地とした五大ファミリーの一角。15年前スキャッグスと抗争を起こした唯一のマフィア。スキャッグスとの抗争により先代当主が死亡し、現在は長女が当主を継いでいる。死者の名誉を重んじる一家。
ラウラ・カッチーニ (Laura Caccini)
カッチーニ一家の頭領で、五大ファミリーでは唯一にして初の女性頭領。犯罪歴はなく、裏の世界に一度も名前が出てこなかったカッチーニ家の長女。一切の素性が不明なことから「幻影女帝（ファントムエンペラス）」の異名を持つ。アンナと面識があるが、アンナからは避けられている。先代の遺言からスキャッグスを忌み嫌っており、「スキャッグスには絶対に手をつけないこと」が一家の掟になっている。クールな性格で無益な殺生は好まないが、自分や一家に刃向かう者には容赦せず、素が出ると言動が粗暴になる。
リカルド・カッチーニ (Ricardo Caccini)
ラウラの実弟で、短剣を武器とする。酒好きのお調子者であるが、姉に対する忠誠心は高く、死者の名誉を特に重んじスキャッグスへの復讐に燃えている。カッチーニの直系で本来なら若頭やボスの座に就くはずであるが、姉への忠誠心もあり、反乱分子を鎮圧する「漆黒の猟犬」の隊長を務める。そのため、一部からは「犬に成り下がった後継者」とも呼ばれている。姉のラウラと彼にストーキングをしてくるメーラのせいで女性不信になりつつある。
メーラ (Mela)
「漆黒の猟犬」のメンバー。赤茶髪で深緑色の目をした少女。リカルドを慕っている。巨大なライフルを得物とし、高い狙撃能力を誇る。
タイム (Thyme)
「漆黒の猟犬」のメンバー。無口であまり喋らないが、確かな実力を持つ。長剣を使う。
クレソン (Cresson)
「漆黒の猟犬」のメンバー。アレタムの旧市街出身、新市街に盗みに来てたところをリカルドに拾われる。ククリナイフを使う。
カロジェロ・スカリーゼ (Calogero Scalise)
カッチーニ一家の構成員の一人で、ボルタを管轄する。スキャッグス一家の抗争が絶えなかったボルタを強引ながら立て直した実績を持ち、町民からは信頼されている。一家存続のためには力が必要であるという考えから、カッチーニ一家の掟に反し、裏でスキャッグズの武器の取引をしている。元々はカッチーニ一家の裏切り者を始末する役目を担っていた。全ての裏切り者を一人で片付けることから、「同業者殺し（ドッグ・イート・ドッグ）」と呼ばれる。大勢を相手にしても全くひるまず、豊富な経験をもって敵を仕留める実力は、ラウラも認めている。ボルタの抗争で死亡した。

#### ヴィッツィーニ一家
エミリオ・ヴィッツィーニ (Emilio Vizzini)
ヴィッツィーニ一家の現当主。常に仮面をつけているので、「顔無し（ノーフェイス）」の二つ名を持つ。背が高いこともあり、アドルフォからは「デカくてよく喋る」とみなされている。芸術や美しいものが好きで、職人に理解がある。才気あふれる職人と美しいものを好み、両方に当てはまるスキャッグスを好み、スキャッグスを使い、世界を変えようともくろんでいる。ジークフリードから表に出られない間のスポンサーを請け負っていた。第37話でアンディに処刑された後、資金、資源、職人、全てをジークフリードに譲った。仮面の下に大きな傷があるらしい。
逆さ数字No.008「略奪の腕（プランダーアーム）」で、右手に仕込まれていて触れたものに電気を流し筋組織の機能を一時的に喪失させる能力があり、傷つけずに自由を奪っていくこの力を本人は気に入っている。また、No.008「龍蟷螂（ドラゴンマンティス）」を武器とする。

#### スキャッグス一家
ジークフリード・スキャッグス (Siegfried Scaggs)
スキャッグス一家の頭領。スキャッグスを開発し、21歳の若さにして組織を設立して2年で世界に名を広め、五大ファミリーの一角に名を連ねるようになる。「カストル・アルテの虐殺」で死亡したとされていたが、生存していることが判明。左手の中指にスキャッグスの紋章が入った指輪をしている。右こめかみから右耳にかけて縫い目があり、カストル・アルテの事件で、カロジェロがラウラとリカルドを守った際につけられた傷。
自身の最高傑作である「凶猛の眼」にとても執着している。左眼には番号無し「覇者の眼（ヴィクター・アイ）」が埋め込まれている。左眼を見た相手を支配することができ、その兆候として相手の虹彩の端に黒点が円を描くように浮かび上がる。ヴェニエラでアンディを誘い出し凶猛の眼を完成させようとしたが失敗し、サン・ミケーレ島の教会で処刑された。
バジル (Basil)
金髪で碧眼の少年。17歳。スキャッグスの武器を新興マフィアに売り捌いていた。アンディ同様スキャッグス一家で実験体にされていた期間があり、その時アンディに敗北して以来彼を憎んでいる。極度の潔癖症で、汚い物を嫌う。自分が触れたあらゆる物体を腐食させる逆さ数字No.004「侵食の手（イローション・パルム）」を左手に持ち、発動条件なしに自分の意思で発動できる。武器はNo.004「猛毒蠍（デス・ストーカー）」。劣化が進み能力で自身の皮膚まで腐食しており両腕は動かない状態。ヴェニエラの事件のあとRR本部に保護されていたが、ジークフリードの遺産（武器）を回収するためにRRに協力している。
ダリオ・ガリアーノ (Dario Galliano)
「スキャッグス」逆さ数字の統率者（コマンダー）と呼ばれる逆さ文字のトップ。カッチーニでは「始まりの逆さ数字」や「ブラックピアスのダリオ」と呼ばれている。武器No.002「弾丸蟻（ブレットアント）」を投擲し、磁力を持つ逆さ数字No.002「先導の手（アッシャーハンド）」で自分の手元に戻して再び投擲するという戦法をとる。自分を「試作品」と称するが、アンディを圧倒するほどの実力を持つ。彼の胸にあるスキャッグスの刻印の数字の部分には斜線が引いてある。また、左腕には自分が被験体として行われた実験の日付が刺青として彫られている。左目には試作品の「凶猛の眼」が埋め込まれているが、かなり劣化が進行していて、左目はほとんど腐って視力を失っている状態。ヴェニエラでシルヴィオとの死闘の末、絶命した。
ロベリア （Lobelia）
赤髪の女性。聖少年銃士隊の長。銃士隊の子どもからは「お母様」や「ロベリア様」と呼ばれている。本名はエミリー（Emilly） で、かつてカストル・アルテにてウォルターと同じ孤児院で生活を共にしていた。虐殺の際に死んだとされていたが、瀕死の重傷を負いつつもスキャッグスに助けられ、逆さ数字のNo.005「感触咀嚼の肌膚（マスチケーションスキン）」として生まれ変わった。
エミリーとしての記憶は消えたわけではなく、「ウォルターが傷つかない世界を私が作る」をモットーにしている。虐殺のあった日から15年経っていることを理解できずにおり、スキャッグスの力を得たことによって身体が成長したと思い込んでいる。そのため、ウォルターと再会を果たしたときも気づかず、むしろウォルターの名前を弄ぶことは許さないと刃を振るっている。特殊な液体をかけることにより、右腕の皮膚が高度な感覚器官に変化する。発動中は腕の縫い目からムカデのような刺青が出てくる。武器はNo.005「斬大蜈蚣（スコロペンドラ）」。孤児たちにスキャッグス（力）を与え、アレタムを混乱におとしめ、ラウラを殺そうとした。大聖堂でラウラの暗殺を狙ったがRRたちに邪魔をされ、とどめをさしそこねた。最終的には劣化が進み自分の能力に侵され暴走し、最期はウォルターの言葉でエミリーの人格を取り戻し安らかに息を引き取った。
ケビン・コスタ (Kevin Costa)
逆さ数字No.006。壊すことに興味を抱く危険な性格。金髪で碧眼の少年。身体能力が高く俊敏。抗争でカッチーニの屋敷に突入し、リカルド達の足止めを行った。その後カッチーニ一家に捕えられてRR内の監獄へ移送されたが、自らの能力「身躯の倍加（ダブルカーケイス）」とスフォリアの「教義の声」で身体能力を極限にまで活性化させ脱走した。ヴェニエラでジョゼフと戦ったあと逃亡し、劣化が進行している体ながらも自由気ままに行動している。
スフォリア (Sfoglia)
逆さ数字の一人である少女。能力は「教義の声（トグマノイズ）」。特殊な音声によってNo.007「迷羊（ストレイシープ）」を強化し、操る。そのため舌に紋章がある。迷羊だけではなく逆さ数字には直接響き、特に強化することもできる。ジークフリードに認めてもらおうと努力するが認めてもらえず、ジークフリードに認めてもらっているアンディを羨ましがっている。逆さ数字No.008のヴィッツィーニに自分の存在価値を求めている。凶猛の眼の失敗作の生き残りで実験の影響で視力が弱くなっており、よく顔を近づけてくる癖がある。ヴィッツィーニが処刑された後はRRに保護され、その後アンディと同棲しながらパン屋に就職、看板娘として一役買っている。

#### その他
アンナ・ジョルダーニ (Anna Giordani)
ジョルダーニ一家の頭領。アンディと同年代の少女であるが、デルヴェッキオ一家にボスだった先代・先々代を殺されたため、若くして当主となる。若さゆえに見くびられることもあるが、しっかりした芯の持ち主で当主としての役割を果たしている。アンディにデルヴェッキオを討伐してもらって以降、彼とはつながりがある。毎回アンディのお守り、迷子探しをしている。
バルトロ・ドラゴネッティ (Bartolo Dragonetti)
五代ファミリーであるドラゴネッティ一家の現当主。長髪で髭を生やした男性。詳細不明。
リベラトーレ・ガッロ (Liberatore Gallo)
五代ファミリーであるガッロ一家の現当主。短髪で髭を生やした男性。五大ファミリーで最年長と思われる。詳細不明。
アシュトン・バグウェル (Ashton Bagwell)
五代ファミリーであるバグウェル一家の現当主。オールバックで髭を生やした男性。運送業を営んでいる。詳細不明。
ブルーノ・デルヴェッキオ (Bruno Delvechio)
デルヴェッキオ一家の頭領。スキャッグスという「力」を使って、マフィア同士の抗争を引き起こし、その頂点に立とうと企んでいる。アンナの祖父と父親を殺した張本人。アンディに処刑される。ライフル型のスキャッグスNo.125「惨劇を生む雨（ヘイル・オブ・バレッツ）」を使う。
ジョルジョ・ボッシ (Giorgio Bossi)
ボッシ一家の頭領。バジルから買ったスキャッグスNo.112「無限なる多頭蛇（ヒュドラ）」を使い、「Red Raven」の名を騙ってマフィアを潰していたが、アンディに処刑される。
ダイオン・ロナガン (Dion Lonergan)
元ロナガン一家の大ボス。目的のためには手段を選ばないその執念から、「不格好（アグリー）ロナガン」の異名を持つ。現在は現役を引退し老後の人生を家族と送っていたが、彼の命を狙う一派によって射殺された。
チーロ・ダルベッコ (Ciro Dulbecco)
新興マフィアのダルベッコ一家の頭領。バジルから買ったスキャッグスを使い、カッチーニ一家を相手に抗争を起こした。弾が着弾すると爆発するマシンガン型のスキャッグスNo.121「無尽蔵の人食獣（マンティコア）」を使うが、カロジェロに粉砕された。逃亡を図るがアンディに阻まれ、スキャッグスのことを喋らされたあとに処刑された。
トニー・ロナガン (Tony Lonergan)
ダイオンの孫。祖父が築きあげ、守り抜いてきたロナガン一家を誇りに思っている。
ミラ (Mira)
ダイオンの命を狙うマフィアの一人。スキャッグスの銃を使う。
ジェイク (Jake)
ミラの部下。トニーに絡んでいるところをアンディとウォルターに見られ、二人に絡むも返り討ちにされた。

### 一般人
リチャード (Richard)
カストル・アルテ出身の男性で、ウォルターの知り合い。元マフィアであるが、「カストル・アルテの虐殺」以降はマフィアを辞め、現在は孤児院を営んでいる。ウォルターに対し「人間とは何か」を常に考えるよう教えていた。廃品となったスキャッグズを作り替える仕事に手を染めていた。ウォルター曰く「ビビリで優しすぎるマフィア」。
シェル・ジェンキンス (Shell Jenkins)
実家のワイナリーを手伝う少年。ボルタ郊外に住んでおり、街を立て直してくれたカロジェロを尊敬している。
ミケーレ・フィラルゴ (Michele Filago)
現アレタム司教で元カストルアルテ司教。ウォルターとエミリーを古くから知っている。不特定多数の人から「ヤギじぃ」と呼ばれている。
アドルフォ・クラッディ
手織りビロード職人、マリオ・クラッディの息子で刺繍屋を営んでいる。店の売れ行きが悪く、金に困っていたところに「謝肉祭に出店してみないか」とファルコーネ一家に言われ承諾したが、ファルコーネ一家の狙いがヴィッツィーニであると知り断りを入れた。しかし、情報の流出を防ごうとするファルコーネ一家に殺されそうになっているところを、刑の執行に来たアンディに助けられた。そのあと何かとアンディと縁がある。

## 用語
Red Raven（赤い鴉）
政府がマフィアを粛清する為に作りだした組織。政府の直接的「最終手段」であり、「強制裁判所」。本部は国立司法図書館内にある。スローガンは「一人を殺すことで千人を恐怖させよ」。メンバーは全員赤いフードコートを纏い、それぞれが扱う処刑器具の名を持つ。それぞれ「～番目」と呼ばれている。その姿から「歩く処刑器具」と呼ばれる。判定書に基づき標的は必ず処刑するが、判定書に書かれていない人間を殺すことは決してしない。
判定書（はんていしょ）
「Red Raven」が処刑する人間の名前、および罪状が書かれている。赤い封筒に入っている。執行人は必ず従う。
強制執行
裁判官が発令し、執行人に最優先で与えられる命令。執行人はどんな手を使ってでも対象者の刑を執行する。発令中は対象者の刑を執行するために必要なことは全て現場の執行人の判断で行え、判定書なしでも刑が執行できる。アレタムでロベリアに、ヴェニエラでジークフリードに発令された。
マフィア
物語の世界では警察よりも権力が強く、秩序そのものとなっている存在。無論、マフィア同士の抗争も後を絶たない。
五大ファミリー
世界で最も大きな権力を持つと言われるマフィア。カッチーニ、ガッロ、バグウェル、ヴィッツィーニ、ドラゴネッティから成る5つのファミリー。政府すらも尻込みするという。五大ファミリー同士は仲が悪く、最低以外は絶対に顔を合わせたくない。
最高幹部会（クーポラ）
五大ファミリーの会合、五大ファミリーが顔を合わせる唯一の機会。開催場所は毎回異なり、開催日時は政府の情報網にもなかなか掛からない。
謝肉祭（カルネヴァーレ）
ヴェニエラで一番大きな祭り。王政時代に廃止されたが、数百年ぶりに開催された。祭りは数日間開催され、様々な装飾された衣装を着た人で賑わう。コニー曰く「まるで異世界」。祭り復活のイベントでヴィッツィーニ主催の衣装コンテストが開催され、職人が一年かけて作った豪華な衣装が披露される。優勝したチームには、祭りの最終日に行われる仮面舞踏会の招待状が人数無制限で贈られる。賑やかに行われる反面、仮面の隠匿性を利用した犯罪が多く起きている。
仮面舞踏会
謝肉祭最終日に行われるヴィッツィーニ主催の舞踏会。会場にはゴンドラでしか行けず、招待状を持つものしか入れない。会場では仮面を外すこと、個人を特定する名を名乗ることは禁止されている。会場内は薄暗く、各部屋ごとに曲芸、オペラ、演奏会が行われている。仮面で個人を隠し欲望をさらけ出す者も多い下品な舞踏会。
ボルタの収穫祭
周辺のワイナリーが市街に集まりワインを振舞う。ラウラも参加し多くの人で賑わう。ブドウを使った料理や、菓子も販売されている。カストル・アルテの影響で中止が相次いでいたが近年再開された。
カストル・アルテの虐殺
別名「鮮血の五日間」と呼ばれる、カッチーニ一家とスキャッグス一家のカストル・アルテを舞台にした大規模な抗争。国全土を巻き込むまでに発展したとされる。この事件でスキャッグス一家のジークフリードが殺され、同一家は壊滅した。

### スキャッグス
スキャッグス一家が作り出した武器。一家壊滅後も密かに出回っており、いくつかの一家はこれを所持している。通常の武器と違い、特殊な性能を持っているが、扱うにはリスクを伴い、使いこなせる者は限られる。特にナンバー入りの武器はケタ違いの威力を誇る。許可なく保有することは違法とされており、持っているだけでも「Red Raven」の処刑対象となる。子供用もあるらしい。
ナンバー付き
スキャッグスの強力な武器にはナンバーが付けられる。
No.002「弾丸蟻（ブレットアント）」
それぞれ形が異なる六本の剣。組み合わせにより長剣、長槍に変化する。磁力に敏感に反応し、引き付けあい形を変え、反発しあい弾丸のように飛ぶ。
No.004「猛毒蠍（デス・ストーカー）」
小さな刃が五枚一組で組み合わさり無数に連なった鞭がついたサーベル。小さな刃は開くこともでき抉ることができる。「侵食の掌」でも腐食せず、発動中は「猛毒蠍」も腐食の力を得る。
No.005「斬大蜈蚣（スコロペンドラ）」
歯車の付いた両刃の刃が二枚一組でワイヤーに十数個繋がれている。普段は刃が同じ方向を向いているが、片方をひっくり返すことで攻撃に「重み」が出る。ロベリアは自分の手足のように自在に操っている。
No.006「？？？」
ケビンの武器。詳細は不明。両刃の剣が十字に組み合わさっている。
No.007「迷羊（ストレイシープ）」
凶猛の眼の製作途中で失敗した被験体の意識を消し、命令にのみ従う自律型の武器。アンディと同じくらいの身体能力を持つ。無地の仮面をつけ白い服を着ている。目に縫い目がある。
No.008「龍蟷螂（ドラゴンマンティス）」
ヴィッツィーニ本人の背丈ぐらいある大きな剣。中央に回転刃が二枚付いており、アンディのギロチンに深く傷を入れるほど絶大な破壊力を持つ。
No.112「無限なる多頭蛇（ヒュドラ）」
片腕にはめ込んで使う。電気を纏う弾丸を放ちそれに向かって放電し強烈な閃光を放つ。相手が閃光で目が眩んでいるうちにとどめをさすのが主な戦闘スタイル。弾丸に当たればしばらくその周囲は痺れて動けなくなり、場所によっては感電死する。アンディにより破壊。
No.121「無尽蔵の人食獣（マンティコア）」
銃口が6個あるマシンガン。弾丸は着弾と同時に爆発する。カロジェロにより破壊。
No.124「音無き暗殺者（アサシン）」
巨大な拳銃型の銃。銃声や火薬による発光さえ無にする銃。それはいきなり穴が開くような感覚。
No.125「惨劇を生む雨（ヘイル・オブ・バレッツ）」
巨大なライフル型の銃。撃った弾丸の軌道を自在に変えられる。壁に跳弾させ一点集中することも可能。アンディにより破壊。
No.???「？？？」
ボルタのスキャッグス研究員が所持していたスキャッグス。クロスボウのような形状をしている。アンディにより破壊。
逆さ数字（リバースナンバー）
スキャッグスの武器と融合された人間。「武器を人に合わせるのではなく、武器に人を合わせる」というジークフリードの考えのもと生み出された。対象者は左胸に数字の刺青が、上下逆さまに彫られている。逆さ数字は全て「凶猛の眼」の習作に過ぎず、「凶猛の眼」を生かすための人身御供である。
試作品（プロトタイプ）
逆さ数字には試作品と呼ばれる武器がある。試作品は未完成で、使用すると次第に劣化していく。
番号無し
逆さ数字には番号無し（ノーナンバー）と言われる武器が二つある。すべての武器を支配する「凶猛の眼」とすべての人間を支配する「覇者の眼」。「凶猛の眼」と「覇者の眼」は一対であり、両方を揃えたものが真の「数えられざる者」となる。

### 町
カストル・アルテ
カッチーニの領地で15年前にスキャッグスとの抗争があった町。現在は「見捨てられた町」と呼ばれている。ウォルターの出身地でもある。
ボルタ
元スキャッグスの領地で現在はカッチーニに取り込まれ、カロジェロが統治している。毎年行われる新収穫祭には多くの人が訪れる。
アレタム
カッチーニの本拠地の町で住宅が密集していて迷路のようになっている。新市街と旧市街（サッシ）に分かれており、本部は新市街にある。新市街と旧市街には多くの教会がありその合計数は150を超える。カッチーニ一家の大半の出身地である。アンディにとっては地獄のようなところ。
チェルバ
カッチーニの領地。ボルタの抗争後、使用されたスキャッグスを警察署の金庫に保管していたが、それを狙って新興マフィアが警察署を襲撃した。
アラバント
ジョルダーニの領地。デルヴェッキオ一家に制圧されそうなところを執行に来たアンディによって助けられた。現在復興が続いているが、スキャッグスが潜り込んでいる。そこに再びアンディが派遣され、ロベリアとバジルが現れた。
ヴェニエラ
ヴィッツィーニの領地。町には運河が流れており、ゴンドラでの観光が有名。商業と娯楽が発展した町で東方貿易で発達し、貴族が愛した文化が根強く残っている。市街には工房がたくさんあり、職人の聖地と呼ばれている。ヴィッツィーニが好きなものを詰め込んで作った町。
サン・ミケーレ島
ヴェニエラの沖合いにある島、居住区はなく墓場と森が全体を占めている。地元の人間でも滅多に行く事はない。

## 書誌情報
- 藤本新太 『Red Raven』 『ガンガンコミックス』〈スクウェア・エニックス〉 全9巻
  1. 2010年9月22日 ISBN 978-4-7575-2993-9
  2. 2011年2月22日 ISBN 978-4-7575-3153-6
  3. 2011年7月22日 ISBN 978-4-7575-3285-4
  4. 2012年1月21日 ISBN 978-4-7575-3438-4
  5. 2012年7月21日 ISBN 978-4-7575-3622-7
  6. 2013年1月22日 ISBN 978-4-7575-3854-2
  7. 2013年7月22日 ISBN 978-4-7575-4001-9
  8. 2013年10月22日 ISBN 978-4-7575-4085-9
  9. 2014年1月22日　ISBN 978-4-7575-4169-6